# VM Tarm
VM Tarm A/S er en dansk producent af tankvogne til lastbiler, som er lokaliseret i byen Tarm. De producerer tankvogne til fødevarer, foder og spildevand. VM er en forkortelse for Vestjysk Mejeriservice, der blev etableret af Bernhard Lauritsen i 1962. Vestjysk Mejeriservice forhandlede og monterede De Danske Mejeriers Maskinfabriks mejerimaskiner, og i 1978 producerede de deres første mælketankvogn. I 1984 blev navnet VM Tarm indført.
I dag har de ca. 300 ansatte (2023) og producerer årligt 200-300 tankvogne.